# ۹۹ (فیلم ۲۰۰۹)
«۹۹» (انگلیسی: 99 (2009 film)) یک فیلم است که در سال ۲۰۰۹ منتشر شد. از بازیگران آن می‌توان به بومان ایرانی و وینود خانا اشاره کرد.